# Вотложемская волость
Вотложемская во́лость — волость в составе Великоустюжского уезда Северо-Двинской губернии РСФСР (в 1918—1924 годах), Вологодской губернии (1797—1918). Волостной центр — Бычаево (Бычаева), ранее Вотложемский-Троицкий погост.
В настоящее время территория волости относится к Котласскому району Архангельской области.

## Состав волости
На 1893 год входила в II стан Вологодской губернии.
По данным на 1913 год входили населённых 46 пунктов
- Абакумово
- Борисовская
- Боровинка
- Братникова
- Бурмасова (ныне — Бурмасова)
- Бычаево (Бычаева) — волостной центр (1913)
- Варавина (ныне — Варавино)
- Вотложемский-Троицкий погост — волостной центр (1893)
- Выставка
- Голявинская (Головинская)
- Гроицкая Присада
- Даровая
- Ефимовская
- Заборье
- Завражие = Заовражье?
- Заполье
- Заухтомье
- Капахина
- Княщина
- Кобыльникова
- Костяжевская
- Котельниково
- Крехова
- Крыловская
- Кудрина (ныне — Кудрино)
- Липина = Липово?
- Маклаковская
- Медведка
- Миневская
- Мокиева Пустошь
- На запольной земле Мокиевской Пустоши
- Некрасова
- Осокорская
- Песчаница
- Регединская
- Ромачева
- Сектуновская
- Согра
- Степаниха
- Тараканово
- Тарутина
- Тереховская
- Техонина
- Толстоуховская
- Часовина
- Чупалово
- Щекинская
- Щелкова